# Avant minuit
Avant minuit — Before Midnight dans l'édition originale américaine — est un roman policier américain de Rex Stout, publié en 1955. C’est le dix-huitième roman de la série policière ayant pour héros Nero Wolfe et son assistant Archie Goodwin.

## Résumé
Devant la paresse de Nero Wolfe qui, après avoir mené à bien quelques lucratives enquêtes, se refuse pour l'instant à travailler et préfère lire, cultiver de magnifiques orchidées sur le toit de son immeuble et concocter avec Fritz Brenner, son chef cuisinier, des plats raffinés, Archie Goodwin considère inutile de le harceler. Pour se distraire, il souhaite amener sa petite amie Lily Rowan danser à la discothèque Flamingo. Or, il sait qu'il ne peut s'absenter un mardi soir sans irriter Wolfe. Il lui pose donc quelques énigmes littéraires associées à un concours national de promotion pour un nouveau parfum. Wolfe tolère un temps ce jeu futile, puis perd patience et met Archie à la porte, tout comme le souhaitait ce dernier. 
Le lendemain matin, au petit déjeuner, Archie reçoit un appel de l'avocat Rodolphe Hansen, représentant de l'agence de publicité LBA qui gère le concours du parfum. Louis Dahlmann, le responsable, a été assassiné la veille. Hansen sollicite une entrevue, mais, précise-t-il, pour quelque chose de beaucoup plus grave ! Interloqué, Archie accepte le rendez-vous et répond de la présence de Wolfe à son bureau en fin de matinée. 
Lors de la réunion, il est révélé que deux millions de personnes ont soumis des réponses pour identifier une vingtaine de femmes célèbres évoquées par les petits poèmes énigmatiques de la campagne de promotion. Parmi eux, seuls soixante-douze ont donné les vingt bonnes réponses. Après une nouvelle série d'énigmes, cinq vainqueurs ont été convoqués à New York. Arrivés la veille en provenance d'un peu partout au pays, ils ont dîné dans un restaurant et chacun a reçu une ultime série de poèmes préparés par Dahlmann avant sa mort. Or, les poèmes risquent de causer un tort irréparable à l'agence. Lors du dîner, le jeune Dahlmann a laissé voir à la ronde un papier contenant les réponses avant de le glisser dans son portefeuille. Au petit jour, il était retrouvé mort dans son appartement et le portefeuille avait disparu. Les concurrents ont une semaine pour soumettre son bulletin de réponses par courrier. Le cachet de la poste stipulant que chacun l'a déposé avant minuit. Mais pour l'agence, la mort de Dahlmann compromet l'intégrité du concours. Comme un million de dollars est en jeu, l'hypothèse la plus plausible est que l'un des concurrents a tué Dahlmann pour s'emparer de son portefeuille.
Afin d'éviter un scandale dans la presse, Wolfe s'entend avec l'inspecteur Cramer, le chef de la brigade des homicides de Manhattan, pour diffuser l'information que le détective privé ne s'occupera que du vol du portefeuille, laissant à la police l'enquête sur le meurtre. Puis, sous prétexte de faire partie de l'équipe du concours, Wolfe rencontre un à un les cinq finalistes et ne tarde pas à dénouer l'énigme. 

## Éditions
Édition originale en anglais
- (en) Rex Stout, Before Midnight, New York, Viking Press, 1955

Éditions françaises
- (fr) Rex Stout (auteur) et Madeleine Michel-Tyl (traducteur), Avant minuit [« Before Midnight »], Paris, Fayard, coll. « Les 3 A », 1957, 222 p. (BNF 32649457)
- (fr) Rex Stout (auteur) et Madeleine Michel-Tyl (traducteur), Avant minuit [« Before Midnight »], Paris, Librairie des Champs-Élysées, coll. « Le Club des Masques no 193 », 1973, 249 p. (BNF 35147385)

## Sources
- André-François Ruaud. Les Nombreuses Vies de Nero Wolfe - Un privé à New York, Lyon, Les moutons électriques, coll. Bibliothèque rouge, 2008  (ISBN 978-2-915793-51-2)
- J. Kenneth Van Dover. At Wolfe's Door: The Nero Wolfe Novels of Rex Stout, 2e édition, Milford Series, Borgo Press, 2003  (ISBN 0-918736-51-X).